# Ahimsa

Símbolo del Ahimsa

Ahiṃsā (en devanagari अहिंसा) es un término sánscrito que se refiere a un concepto filosófico que aboga por la no violencia y el respeto a la vida. Es lo contrario a himsa (violencia). 
Habitualmente se interpreta como símbolo de paz y respeto hacia los seres capaces de sentir. La ahiṃsā es una importante doctrina del budismo, el hinduismo y el jainismo. La primera aparición de este término en el contexto de la filosofía india se encuentra en las escrituras hinduistas llamadas Upanishads, que comenzaron a componerse a lo largo de varios siglos desde el siglo V a. C. en adelante.
En Occidente, el concepto de la ahiṃsā fue introducido por Mahatma Gandhi, quien lo consideraba "común en todas las religiones", incluyendo el cristianismo y el islamismo.
Posteriormente, los movimientos occidentales en favor de los derechos civiles, liderados por Martin Luther King entre otros, se vieron influidos por este concepto, y realizaron protestas pacifistas que rechazaban la violencia. La reciente popularidad del yoga y la meditación en la cultura occidental ha ayudado a que muchos occidentales conozcan y se familiaricen con la ahiṃsā[cita requerida] y otros conceptos de la filosofía india. Por ejemplo, la «comunicación no violenta», desarrollada por Marshall Rosenberg, y la “Co-creación de la Unidad" por Martín Cornide se han inspirado en el ejemplo de Gandhi.

## Ahimsa en el jainismo
En el jainismo, la comprensión e implementación del ahimsa es más radical, escrupulosa y abarcadora que en ninguna otra doctrina.
La no violencia se concibe como el principal deber religioso para cualquiera (ahiṃsā paramo dharmaḥ como puede encontrarse escrito frecuentemente en templos jainas).
Al igual que ocurre en el hinduismo, el objetivo de la no violencia es evitar la acumulación de un karma dañino.
Cuando Majavira creó la religión jaina entre los siglos VI y V a. C., la ahimsa ya era una regla establecida y observada con rigor.
En la época de Majavira y en los siglos siguientes los jainas estuvieron enfrentados tanto con budistas como con seguidores de la religión védica a los que acusaban de negligencia e inconsistencia en la implementación del ahimsa.
Pese a todo, existen ciertas evidencias de que los ascetas jainas aceptaban limosnas de carne si el animal no había sido sacrificado específicamente para ellos.
Los actuales fieles jainas niegan que existiera esta práctica atendiendo especialmente a la vida del propio Majavira
De acuerdo con la tradición jaina, una dieta vegana o lactovegetariana es obligatoria e incluye algunas peculiaridades.

## Laahiṃsāpara Gandhi

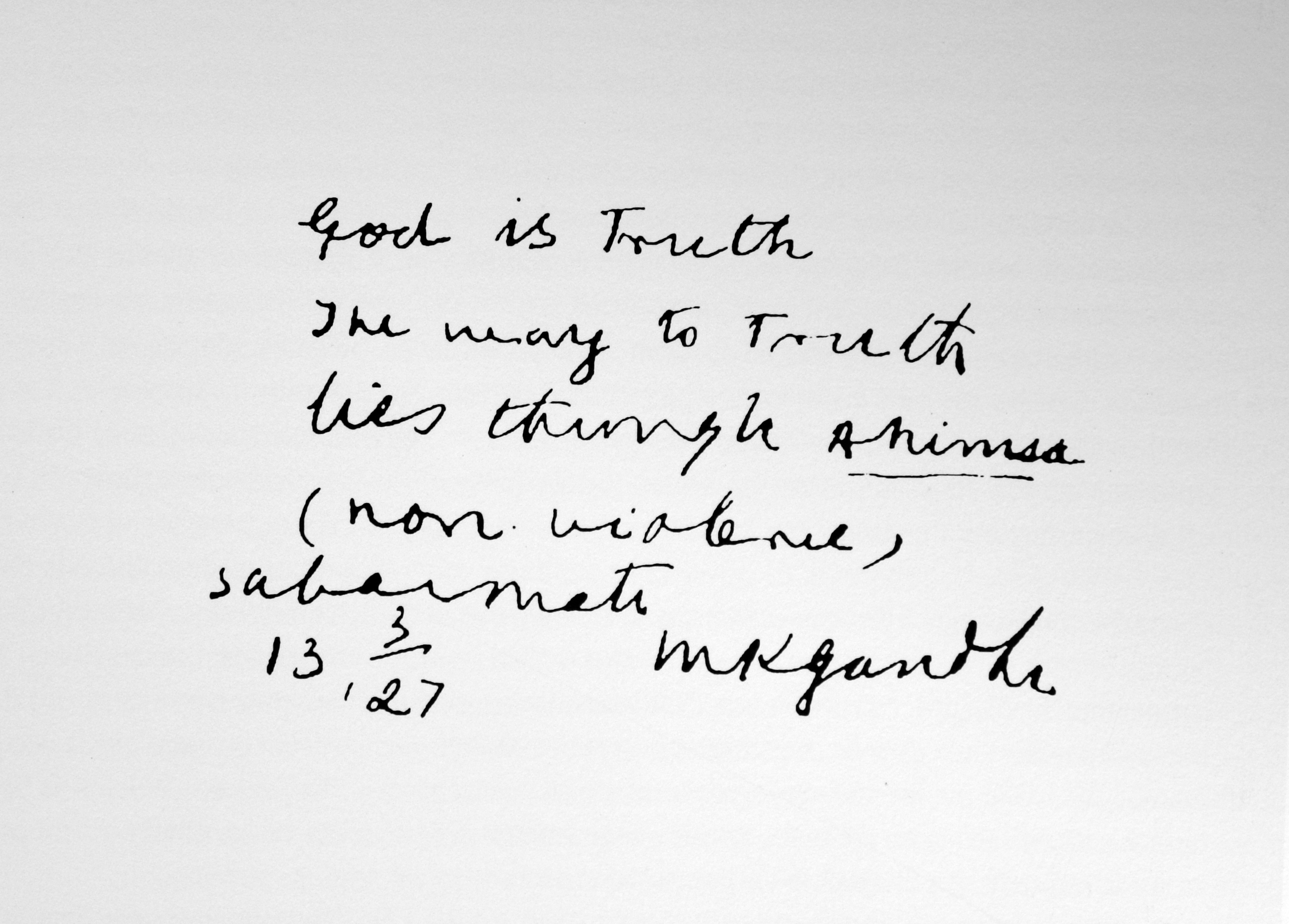

Mahatma Gandhi presentó diversos conceptos sobre la verdad, la nobleza, y la ética, desde el Bhagavad-gītā y su amor personal al dios hinduista Rama. La ideología de Gandhi sobre la vida y la no violencia, que le condujo a su concepto de satiagraja, o protesta pacífica, proviene originariamente de su asociación con la doctrina hinduista y la jaina.
Él mismo dice:

La no violencia es la mayor fuerza a disposición de la humanidad. Es más efectiva que el arma de destrucción más efectiva que haya ingeniado el hombre.

Literalmente ahiṃsā significa no violencia hacia la vida, pero tiene un significado mucho más amplio. Significa también que uno no puede ofender a otra persona, debiendo compadecerse del otro, incluso si se trata de un enemigo. Para aquellos que siguen esta doctrina, no hay enemigos. Quien cree en la eficacia de esta doctrina halla el último estado, cuando se alcanza la meta, viendo el mundo a sus pies. Si expresamos nuestro amor —ahiṃsā— de tal modo que marque para siempre a nuestro enemigo, dicho enemigo nos devolverá ese amor.

Ahiṃsā o no violencia, por supuesto, implica no matar. Pero la no violencia no se refiere únicamente a no matar, sino que ahiṃsā implica una abstinencia absoluta de causar cualquier dolor físico o emocional a cualquier ser vivo, bien sea por pensamiento, palabra u obra. La no violencia requiere una mente, una boca, y unas manos pacíficas.
Mahatma Gandhi